# Nhạc Chung Kỳ
Nhạc Chung Kỳ (chữ Hán: 岳锺琪, 1686 – 1754), tự Đông Mỹ (東美), hiệu Dung Trai (容齋), người Thành Đô, Tứ Xuyên, tướng lãnh nhà Thanh trong lịch sử Trung Quốc.

## Thời Khang Hi

### Khởi nghiệp
Chung Kỳ có tổ tịch ở phủ Lâm Thao, tỉnh Cam Túc (nay là Bạch Ngân, Cam Túc). Năm Khang Hi thứ 49 (1710), cha là Tứ Xuyên đề đốc Nhạc Thăng Long vừa nghỉ hưu, xin nhập tịch vào phủ Thành Đô, tỉnh Tứ Xuyên, nên cả nhà họ Nhạc đều dời về đấy.
Chung Kỳ ban đầu nhập ti  để được làm Đồng tri; sau đó tòng quân, xin đổi nhận võ chức, được hoàng đế Khang Hy cho làm Du kích ở Tứ Xuyên, trở về nhận chức Tùng Phan trấn Trung quân du kích. Sau 2 lần thăng chức, Chung Kỳ được làm Tứ Xuyên Vĩnh Ninh hiệp (nay là Tự Vĩnh, Tứ Xuyên) phó tướng.

### Tham gia giành lại Tây Tạng
Năm Khang Hi thứ 58 (1719), Chuẩn Cát Nhĩ hãn Sách Vọng A Lạt Bố Thản sai tướng là Sách Lăng Đôn Đa Bặc tập kích Tây Tạng; đô thống Pháp Lạt đốc binh ra Đả Tiến Lô (nay là Khang Định, Tứ Xuyên), phủ dụ Lý Đường, Ba Đường, truyền hịch cho Chung Kỳ làm tiền khu. Chung Kỳ đến Lý Đường, Đệ ba ở đấy không nghe lệnh, bèn giết đi , khiến Ba Đường đệ ba sợ, hiến hộ tịch; đầu mục của các bộ Sạ Nha (nay là Sát Nhã, Tây Tạng), Sát Mộc Đa (nay là Xương Đô (huyện), Tây Tạng), Sát Oa (nay là Sát Ngung, Tây Tạng) đều quy thuận.
Năm thứ 59 (1720), quân đội của Định tây tướng quân Cát Nhĩ Bật từ Lạp Lý (nay là Gia Lê, Tây Tạng) tiến vào Tây Tạng, lệnh cho Chung Kỳ tiếp tục làm tiền khu. Chung Kỳ đóng quân ở Sát Mộc Đa, tuyển người thông thạo tiếng thạo trong binh sĩ, được 30 người; sai họ đổi y phục, lẻn đến Lạc Long Tông (nay là Lạc Long, Tây Tạng), chém sứ giả Chuẩn Cát Nhĩ, khiến dân ở đấy sợ, xin hàng. Cát Nhĩ Bật đến quân doanh, dùng kế sách của Chung Kỳ, công khai chiêu hàng Tây Tạng, nhờ vậy có 2000 người ra hàng. Chung Kỳ bèn đốc binh vượt sông, thẳng tiến Lạp Tát, đại phá quân Chuẩn Cát Nhĩ, bắt Lạt ma làm nội ứng hơn 400 người. Sách Lăng Đôn Đa Bặc thua chạy, quân Thanh bình xong Tây Tạng.

### Tham gia trấn áp Quách La Khắc
Năm thứ 60 (1721), quân đội trở về, Chung Kỳ được thụ giai quan Tả đô đốc, cất nhắc làm Tứ Xuyên đề đốc, ban Khổng tước linh. Triều đình giáng mệnh trấn áp 3 bộ lạc Thượng – Trung – Hạ Quách La Khắc (nay là Quả Lạc, Thanh Hải), Chung Kỳ soái quân đốc đội ngũ của các thổ tư Ngõa Tư, Tạp Cốc từ Tùng Phan ra biên thùy. Hơn ngàn binh Quách La Khắc ra cự, Chung Kỳ đánh phá, bắt được 21 trại của bọn Cát Nghi Tạp thuộc bộ lạc Hạ Quách La Khắc, giết hết người ở đấy. Nhân đêm tối, Chung Kỳ đốc binh tiến đánh trại Nạp Vụ thuộc bộ lạc Trung Quách La Khắc; binh Tạng ra cự, quân Thanh hăng hái tấn công; đến cuối ngày, quân Thanh liên tiếp hạ được 19 trại, chém được hơn 300 thủ cấp, bắt được thủ lãnh Tuấn Tha Nhĩ Phủng Tác Bố Lục Qua. Chung Kỳ tiếp tục đốc binh tiến đánh trại Áp Lục thuộc bộ lạc Thượng Quách La Khắc, đầu mục Đán Tăng trói kẻ cầm đầu là bọn Giả Khái 22 người ra hàng. Quân Thanh bình xong 3 bộ lạc Quách La Khắc, Chung Kỳ được bái thêm thế chức Tha lạt bố lặc cáp phiên.
Năm thứ 61 (1722), Chung Kỳ đánh dẹp người Tạng ở Bình Dương động, thiết lập Nam Bình doanh ở đấy (nay là Cửu Trại Câu (huyện), Tứ Xuyên).

## Thời Ung Chính

### Tham gia bình định Thanh Hải
Năm Ung Chính đầu tiên (1723), quân Thanh trấp áp cuộc nổi dậy của La Bặc Tạng Đan Tân (Lobsang Tendzin) ở Thanh Hải , Phủ viễn đại tướng quân Niên Canh Nghiêu xin lấy Chung Kỳ làm Tham tán quân sự. Chung Kỳ đem 6000 người ra Quy Đức bảo (nay là Du Lâm, Thiểm Tây), phủ dụ trên từ Đông Sách Bặc, dưới từ các bộ người Tạng của Đông Sách Bặc. Bên ngoài ranh giới Nam Xuyên (sông) có 9 bộ lạc Quách Mật nhiều lần cướp bóc vùng biên, trong đó 2 bộ Trình Khố, Hoạt Nhĩ Cổ rất ngang ngược; Chung Kỳ đưa quân thâm nhập, lật nhào sào huyệt, dẹp bằng hết bọn họ.
Năm thứ 2 (1724), Chung Kỳ được thụ võ giai Phấn uy tướng quân, bị thúc giục tiến binh. Lạt ma của Quách Long tự hưởng ứng cuộc nổi dậy của La Bặc Tạng Đan Tân; Chung Kỳ hội họp chư quân cùng đánh, tiêu diệt loạn quân, phá hủy tự, bắt giết thủ lãnh Đạt Khắc Mã Hồ Thổ Khắc Đồ. La Bặc Tạng Đan Tân chiếm cứ Ngạch Mục Nạp Bố Long Cát Nhĩ (nay là Qua Châu, Cam Túc), thủ lãnh dưới quyền ông ta là A Nhĩ Bố Thản Ôn Bố, Xuy Lạp Khắc Nặc Mộc Tề chia ra đóng giữ các ải; Chung Kỳ cùng chư tướng chia đường tiến vào. Chung Kỳ và thị vệ Đạt Nãi ra nam lộ, tổng binh Vũ Chính An ra bắc lộ, Hoàng Hỷ Lâm, Tống Khả Tiến ra trung lộ, phó tướng Vương Tung, Kỷ Thành Bân tìm đường lên núi. Quân Thanh tiến đến Cáp Lạt Ô Tô (nay là Na Khúc (huyện), Tây Tạng), gặp lúc mờ sáng, quân Mông Cổ chưa thức giấc, bèn lập tức tấn công, chém được hơn ngàn người; quân Mông Cổ sợ chạy, quân Thanh đuổi theo, qua 1 ngày – đêm thì đến Y Khắc Khách Nhĩ Cát (nay là Đức Linh Cáp, Thanh Hải), bắt được A Nhĩ Bố Thản Ôn Bố. Quân Thanh tiếp tục tiến đến Tịch Nhĩ Cáp La Sắc (nay thuộc Cương Sát, Thanh Hải), Chung Kỳ điều binh đánh Cát Tư (nay thuộc Mang Nhai, Thanh Hải); quân Thanh lại tiếp tục tiến đến đóng trại ở Bố Nhĩ Cáp Đồn, áp sát Ngạch Mục Nạp Bố Long Cát Nhĩ; La Bặc Tạng Đan Tân chạy về phía tây, Chung Kỳ đuổi theo, 1 ngày – đêm đi được 300 dặm. Thủ lãnh dưới quyền của La Bặc Tạng Đan Tân là bọn Bành Thác về hàng, Chung Kỳ lệnh cho thủ bị Lưu Đình Ngôn giám sát họ làm tiền khu, quân Thanh theo sau. Thủ lãnh Xuy Nhân về hàng, nói La Bặc Tạng Đan Tân còn cách quân Thanh chừng 150 – 160 dặm; Chung Kỳ lệnh cho tạm nghỉ, chờ trời tối tiếp tục tiến lên, mờ sáng thì gặp được loạn quân. Quân đội của La Bặc Tạng Đan Tân đang phân tán tìm cỏ – nước; quân Thanh lập tức tấn công, đại phá loạn quân, bắt bọn Đài cát, còn có mẹ là A Nhĩ Thái Cáp Đồn và em gái A Bảo của La Bặc Tạng Đan Tân; riêng ông ta đổi mặc quần áo của đàn bà để trốn thoát. Tướng Thanh là bọn Lưu Đình Ngôn cũng bắt được bọn Xuy Lạp Khắc Nặc Mộc Tề. Quân Thanh tiếp tục tiến đến Tang Đà hải (nay là giao giới Thanh Hải – Tân Cương), không đuổi kịp La Bặc Tạng Đan Tân, nên quay về. Trận này Chung Kỳ ra quân 15 ngày, chém hơn 8 vạn thủ cấp, bắt hết các thủ lãnh trợ giúp La Bặc Tạng Đan Tân. Quân Thanh bình định xong Thanh Hải, Chung Kỳ được thụ tước Tam đẳng công, ban đai vàng.

### Trị lý 3 tỉnh Cam, Xuyên, Thiểm
Bộ lạc Tạ Nhĩ Tô, dân tộc Tạng ngoài ven Trang Lãng, Cam Túc nổi dậy, chiếm cứ 2 tòa núi Trác Tử, Kỳ Tử, người Tạng ở Nạp Chu Công tự, Triều Thiên đường, Gia Nhĩ Đa tự cũng liên kết với họ. Niên Canh Nghiêu sai bọn Chung Kỳ đốc binh, chia 11 lộ tiến tiễu. Chiến dịch diễn ra hơn 50 ngày, quân Thanh dẹp bằng hết các lực lượng nổi dậy; sau đó Chung Kỳ được nhận mệnh làm Cam Túc đề đốc.
Năm thứ 3 (1725), Chung Kỳ lại nhận mệnh làm Cam Túc tuần phủ. Tháng 4 ÂL, triều đình cởi binh quyền của Niên Canh Nghiêu, đổi thụ ông ta làm Hàng Châu tướng quân, mệnh cho Chung Kỳ cũng dâng lên ấn Phấn uy tướng quân, thự chức Xuyên Thiểm tổng đốc, nắm hết chư quân. Hà Châu (nay là Lâm Hạ, Cam Túc), Tùng Phan xưa là nơi đặt Hỗ thị của người Mông Cổ ở Thanh Hải , nhưng Niên Canh Nghiêu nhân chiến loạn, đã tâu xin dời Hỗ thị đến Na Lạt Tát Lạt ; đến nay Chung Kỳ tâu rằng bộ lạc của bọn tù trưởng Sát Hãn Đan Tân cư trú ở bờ đông Hoàng Hà, xin đặt Hỗ thị ở Hà Châu, Tùng Phan, bộ lạc của bọn tù trưởng Ngạch Nhĩ Đức Ni Ngạch Nhĩ Khắc Thác Khắc Thác Nãi cư trú ở bờ tây Hoàng Hà, xin đặt Hỗ thị ở Đan Cát Nhĩ tự ngoài ranh giới của Tây Ninh . Sanh kế của người Mông Cổ đều dựa vào gia súc, Chung Kỳ xin rằng: sau tháng 6 thì không tổ chức mậu dịch nữa. Khi xưa các thổ tư của Tạp Cốc (nay là trấn Tạp Cốc Não, huyện Lý), Kim Xuyên, Ốc Nhật (nay là hương Ốc Nhật, huyện Tiểu Kim) ở Tứ Xuyên tranh chấp địa giới, Niên Canh Nghiêu lệnh cho Kim Xuyên cắt các trại Mỹ Đồng cho Ốc Nhật, gây ra thù oán giết chóc không dứt. Chung Kỳ tâu xin Ốc Nhật trả đất cho Kim Xuyên, đem đất Long Bảo Tam Ca cho Ốc Nhật. Tất cả đều được triều đình đồng ý.
Ít lâu sau Chung Kỳ được thật trừ làm Xuyên Thiểm tổng đốc, dâng sớ nói: "Thổ tư thừa tập, công tác phí dành cho việc đi lại của quan viên để trao ấn cho họ kéo dài vài năm, còn phải đặt người cai quản việc họ tự ý gây thù oán giết chóc. Xin định ra kỳ hạn nửa năm, lệnh cho những người được thừa tập trước đó phải đến gặp quan viên phụ trách. Thổ tư chọn ra người nào tuân thủ luật pháp, làm việc giỏi giang, cho phép thổ quan báo cáo với (tổng) đốc – (tuần) phủ để cấp chức – hàm, chia đất cho họ quản lý, nhiều thì 3 thổ tư chọn 1, ít thì 5 thổ tư chọn 1, khiến thế cục ổn định, lòng người an định." Chung Kỳ vào chầu, được gia hàm Binh bộ thượng thư, dâng sớ nói: "Bên ngoài Sát Mộc Đa có các bộ Lỗ Long Tông Sát Oa, Tọa Nhĩ Cương, Tang Cát, Xuy Tông, Cổn Trác, cách xa Đả Tiến Lô, không tiện diêu chế (khống chế từ xa). Xin tuyên dụ Đạt Lại lạt ma, lệnh cho ông ta quản lý đất ấy. Trung Điện (nay là Hương Cách Lý Lạp), Lý Đường, Ba Đường cùng các nơi Đắc Nhĩ Cách Đặc, Ngõa Thư Hoắc Nhĩ, đều quy về thổ tư ở nội địa." Lại nói: "Ba Đường thuộc Tứ Xuyên, Trung Điện thuộc Vân Nam, nhưng các nơi thuộc Ba Đường là Chúc Mộc Cha Nhĩ, Kỳ Tông, Lạp Phổ, Duy Tây rất gần Trung Điện, tụ họp ở A Đôn Tử, thật là cửa ngõ của Trung Điện. Xin đổi thuộc Vân Nam, cùng Lý Đường, Đả Tiến Lô của Tứ Xuyên đắp đổi tạo thế ỷ giác." Ung Chính đế giao xuống cho vương đại thần bàn bạc, rồi đồng ý với lời xin của ông.
Mùa xuân năm thứ 4 (1726), Chung Kỳ xin tuyển 1000 lính người Mãn Châu ở Tây An, đồn trú Đồng Quan. Mùa đông, Chung Kỳ xin lấy đinh ngân của 2 tỉnh Thiểm, Cam chia đều vào số ruộng đất chịu thuế; từ năm thứ 5 (1727) về sau, việc này trở thành định lệ . Sang năm, Chung Kỳ lại dâng sớ nói Hà Đông thuộc Cam Túc lương (thực) rẻ đinh nhiều, Hà Tây lương nhiều đinh ít, xin cho 2 nơi được thi hành biện pháp bình quân: Hà Đông thu thuế đinh căn cứ vào giá lương thực (đinh tùy lương biện), Hà Tây đem giá lương thực cân đối với số thuế đinh đã chia đều (lương chiếu đinh than); Ung Chính đế giao xuống cho bộ Hộ bàn bạc thi hành.
Ô Mông (nay là Vĩnh Thiện, Vân Nam) thổ tri phủ Lộc Vạn Chung thuộc Tứ Xuyên quấy nhiễu Đông Xuyên thuộc Vân Nam, Trấn Hùng thổ tri phủ Lũng Khánh Hầu cùng các bộ người Miêu ở Miện Sơn, Lương Sơn thuộc Kiến Xương (nay là Tây Xương, Tứ Xuyên) hưởng ứng Vạn Chung; Ung Chính đế mệnh cho Chung Kỳ hội quân với Vân Quý tổng đốc Ngạc Nhĩ Thái đánh dẹp. Mùa xuân năm thứ 5 (1727), Lộc Vạn Chung bị bắt, Lũng Khánh Hầu xin hàng; Ô Mông, Trấn Hùng đều chịu cải thổ quy lưu, Miện Sơn, Lương Sơn cũng lần lượt bị bình định .
Năm thứ 6 (1728), Chung Kỳ dâng sớ xin đem 2 thổ tư Hà Tây, Ninh Phiên thuộc Kiến Xương cùng các nơi A Đô, A Sử, Nữu Kết, Oai Khê cải thổ quy lưu, Hà Đông tuyên úy tư lấy ½ đất đổi thuộc lưu quan, thăng Kiến Xương làm phủ, lĩnh 3 huyện, đồng thời sửa định chế độ và chức trách doanh – tấn (của quân đội đồn trú), xử lý các hậu quả phát sanh. Ung Chính đế giao xuống cho bộ Hộ bàn bạc, rồi đáp ứng lời xin ấy. Chung Kỳ xác định phủ mới gọi là Ninh Viễn, huyện mới là Tây Xương, Miện Ninh, Diêm Nguyên, lại xin đem 2 thổ tư ở Dân Châu (nay là Dân (huyện), Cam Túc) cải thổ quy lưu. Ít lâu sau Chung Kỳ lần lượt dâng sớ xin thăng Đạt Châu thuộc Tứ Xuyên, 2 huyện Tần, Giai (nay là Vũ Đô, Cam Túc) thuộc Thiểm Tây làm châu trực lệ .
Năm thứ 7 (1729), Chung Kỳ lại lần lượt dâng sớ xin thăng Túc Châu làm châu trực lệ, cửa ải Tý Ngọ cốc thuộc Thiểm Tây thêm quan binh phòng thủ, các nơi Lý Đường, Ba Đường đặt các tư Tuyên phủ, An phủ cho đến Thiên – Bách hộ, dựa trên điều lệ đặt lưu quan mà đề bổ . Triều đình đều bàn bạc thi hành. Lôi Ba thổ tư làm loạn, Chung Kỳ điều binh đánh dẹp.

### Tham gia trấn áp Chuẩn Cát Nhĩ
Sau khi thất bại, La Bặc Tạng Đan Tân chạy sang Chuẩn Cát Nhĩ, được hãn Sách Vọng A Lạt Bố Thản thu nhận. Sách Vọng A Lạt Bố Thản mất, con trai là Cát Nhĩ Đan Sách Linh nối ngôi, nhiều lần xâm lược các bộ lạc Khách Nhĩ Khách. Ung Chính đế mệnh cho Phó Nhĩ Đan làm Tĩnh biên đại tướng quân, đồn trú A Nhĩ Thái sơn, ra bắc lộ; Chung Kỳ làm Ninh viễn đại tướng quân, đồn trú Ba Lý Khôn, ra tây lộ, để đánh dẹp người Chuẩn Cát Nhĩ. Chung Kỳ được gia hàm Thiếu bảo, lấy bọn Tứ Xuyên đề đốc Kỷ Thành Bân làm Tham tán quân vụ. Chung Kỳ soái quân đến Ba Lý Khôn, đắp 2 thành đông – tây để trữ vật tư, tinh giản đội ngũ để tính kế thâm nhập. Tháng 5 ÂL năm thứ 8 (1730), Ung Chính đế triệu Phó Nhĩ Đan và Chung Kỳ về kinh sư để nhận phương lược; Chung Kỳ xin cho Kỷ Thành Bân giữ ấn Hộ Đại tướng quân.
Khoa Xá Đồ lĩnh là ranh giới của Cáp Mật và Ba Lý Khôn. Chung Kỳ đặt mục xưởng  ở đấy. Chuẩn Cát Nhĩ nghe tin Chung Kỳ đến gần, lấy hơn 2 vạn người lẻn theo đường tắt xâm phạm, ruổi hết lạc đà và ngựa đi. Kỷ Thành Bân sai phó tham lĩnh Tra Lẫm đem vạn người bảo vệ mục xưởng, nhưng không thể ngăn nổi quân Chuẩn Cát Nhĩ, bèn chạy sang lũy của tổng binh Tào Nhương kêu cứu; Nhương đem khinh kỵ đến, cũng chiến bại bỏ chạy. Tổng binh Phàn Đình cùng bọn phó tướng Dã Đại Hùng đem 2000 người, vừa đi vừa đánh suốt 7 ngày đêm, tổng binh Trương Nguyên Tá đốc quân bản bộ giáp kích, chọn ra quan binh của 2 tạp luân , giành lại được quá nửa số lạc đà và ngựa. Kỷ Thành Bân muốn làm tội Tra Lẫm, nhưng lại tha cho hắn ta, rồi báo tiệp. Ung Chính đế nhân việc này, sai Chung Kỳ lui về; cho rằng ở ngoài tạp luân lẽ ra phải xây thành đóng quân, điều lính do thám đánh địch, khiến chúng không dám thâm nhập; bèn lệnh cho Chung Kỳ tường trình. Ít lâu sau Ung Chính đế khen công của Phàn Đình, Dã Đại Hùng và Trương Nguyên Tá, ban vàng và thế chức, sai Nội vụ phủ tổng quản Ngạc Thiện đem 10000 lạng bạc khao quân; lập từ ở An Tây (châu trực lệ, trị sở nay là Qua Châu), thờ tướng sĩ trận vong. Ung Chính đế lấy 3 chén rượu rót xuống đất để tế từ xa, cũng sai Ngạc Thiện lập đàn cúng viếng.
Mùa xuân năm thứ 9 (1731), Chung Kỳ xin dời binh đồn trú Thổ Lỗ Phiên, Ba Nhĩ Khố Nhĩ (cũng là nơi đặt mục xưởng, nay thuộc Ba Lý Khôn), tính kế thâm nhập. Ung Chính đế dụ rằng: "Chung Kỳ trước đây khinh suất nói cứ xông thẳng vào, lại bị địch cướp lạc đà và ngựa, chịu xấu hổ nên phẫn nộ, ắt muốn tiến tiễu, có thể thắng được ru?" Tháng giêng ÂL, có tên lính Thanh chạy thoát khỏi tay người Chuẩn Cát Nhĩ trở về, nói Cát Nhĩ Đan Sách Linh sắp dời đi Cáp Lạt Sa Nhĩ (nay là Yên Kỳ), đem đại quân đến Tây lộ, còn lệnh cho tướng là Tiểu Sách Linh Đôn Đa Bặc quấy rối Bắc lộ. Chung Kỳ nghe được, nhận định quân Chuẩn Cát Nhĩ sắp từ Thổ Lỗ Phiên xâm phạm Cáp Mật, quấy nhiễu biên giới An Tây, Túc Châu; cho rằng quân Thanh ở đấy ít không chống nổi nhiều, nên vững vàng cố thủ thành trì, thông báo Bắc lộ điều binh cứu viện, còn mình điều binh từ Vô Khắc Khắc lĩnh để 3 mặt giáp kích. Ung Chính đế dụ rằng: "Trước đây Chung Kỳ ít quân, nên có dụ lệnh vững vàng cố thủ, nay đã có 29000 người. Mã bộ của Phàn Đình có 2000, kẻ địch có 20000, vừa đi vừa đánh 7 ngày đêm, còn đủ chống đỡ. Mày đã có 29000 người mà nói ít chớ địch nhiều, sao lại hèn nhát đến thế? Vả lại trước đây muốn xông thẳng vào Y Lê, há có giặc cách vài trăm dặm mà chuyển vào thành trì không dám ra ru? Giặc dám đến Ba Nhĩ Khố Nhĩ, tức thì thua chạy, lại theo Khoa Xá Đồ thẳng ra Y Nhĩ Bố Nhĩ Hòa Thiệu mà trốn. Vô Khắc Khắc lĩnh cách xa 2 – 300 dặm, làm sao giáp kích? Chung Kỳ đối với địa thế – quân cơ, mờ mịt không biết, trẫm thật lấy làm lo lắng."
Tháng 3 ÂL, hơn 2000 quân Chuẩn Cát Nhĩ xâm phạm Thổ Lỗ Phiên, Kỷ Thành Bân sai Phan Đình đem 4000 người đi cứu, địch bèn lui. Tháng 4 ÂL, hơn 1000 quân Chuẩn Cát Nhĩ lại xâm phạm Thổ Lỗ Phiên, riêng sai hơn 200 người xâm phạm Đào Lại tạp luân. Tháng 6 ÂL, hơn 2000 quân Chuẩn Cát Nhĩ vây Lỗ Cốc Khánh thành. Thủ lãnh người Hồi ở Thổ Lỗ Phiên là bọn Ngạch Mẫn Hòa Trác soái quân bản bộ hăng hái chiến đấu, giết hơn 200 lính Chuẩn Cát Nhĩ. Chung Kỳ lệnh cho Trương Nguyên Tá, Tào Nhương và Trương Tồn Hiếu đem 3000 người cứu viện. Đề đốc Nhan Thanh Như đem 2000 người đồn trú Tháp Khố, Kỷ Thành Bân đem 4000 người phòng bị Đào Lại, đợi khi nào đại quân tiến đánh Ô Lỗ Mộc Tề, sẽ dời dân Hồi vào nội địa. Ung Chính đế dụ Chung Kỳ: "Trong mùa thu năm nay tập kích, là kế sách tốt nhất. Cứu Thổ Lỗ Phiên, là việc bất đắc dĩ, nếu không kịp thời tập kích, là bỏ gốc mà lấy ngọn đấy."
Người Chuẩn Cát Nhĩ vây Lỗ Cốc Khánh thành hơn 40 ngày không hạ nổi, bèn dời sang đánh Cáp Lạt Hỏa Châu thành, dựng thang trèo lên thành, bị dân Hồi giết chết hơn 300 người. Quân đội của bọn Trương Nguyên Tá sắp đến, quân Chuẩn Cát Nhĩ bèn lui. Tháng 7 ÂL, đại quân Chuẩn Cát Nhĩ tấn công Bắc lộ, khiến Phó Nhĩ Đan đại bại ở Hòa Thông Não Nhi; Chung Kỳ xin thừa cơ tập kích Ô Lỗ Mộc Tề đang trống rỗng. Ung Chính đế dụ Chung Kỳ: "Giặc đã đắc chí ở Bắc lộ, bây giờ là mùa đông mà vẫn đi Tây lộ, vả lại còn tăng thêm lực lượng, ngày càng nhiều để xâm phạm Bắc lộ, nên đều chưa thể biết được. Trước tiên phải mưu tính suy xét, lâm thời quyền biến, chớ tham công tiến bừa, chớ bỏ lỡ thời cơ." Ung Chính đế bèn lệnh cho tiến hành tập kích, lập tức rút lại cánh viện quân của bọn Trương Nguyên Tá. Chung Kỳ từ Ba Nhĩ Khố Nhĩ đi qua Y Nhĩ Bố Nhĩ Hòa Thiệu đến A Sát hà, gặp địch, đánh bại được. Quân Thanh đuổi theo đến Ách Nhĩ Mục hà, quân Chuẩn Cát Nhĩ chiếm cứ sơn lương để kháng cự. Chung Kỳ lệnh cho Trương Nguyên Tá đem bộ binh làm cánh phải, Kỷ Thành Bân đem kỵ binh làm cánh trái, Tào Nhương cùng tổng binh Vương Tự Cấp từ trung lộ trèo lên núi, tham tướng Hoàng Chính Tín từ Bắc sơn đánh phía sau địch. Các cánh quân Thanh hăng hái xông lên, chiếm được sơn lương ấy, khiến quân Chuẩn Cát Nhĩ thua chạy. Do thám nói lều trại Chuẩn Cát Nhĩ ở Ô Lỗ Mộc Tề đều dời đi cả rồi, Chung Kỳ bèn đưa quân về. Sớ dâng lên, Ung Chính đế khen Chung Kỳ tiến thoái nhanh chậm đều hợp với tình thế.
Tháng 12 ÂL, Ung Chính đế truy cứu trận Khoa Xá Đồ, trách Kỷ Thành Bân lười nhác, giáng làm Sa Châu phó tướng.
Tháng giêng ÂL năm thứ 10 (1732), binh sĩ ở Kính Nhi Tuyền La đụng độ quân Chuẩn Cát Nhĩ, bị giết 2/3, bị bắt 1/3 đem đi; Chung Kỳ hặc phó tướng Mã Thuận, Ung Chính đế đem cả Chung Kỳ giao xuống cho bộ Binh bàn xét. Ít lâu sau, hơn 3000 quân Chuẩn Cát Nhĩ xâm phạm Cáp Mật, Chung Kỳ lệnh cho Tào Nhương, Kỷ Thành Bân đem 5000 người từ Hồi Lạc Thỏ đại phản (phản nghĩa là sườn núi), tổng binh Kỷ Báo đem 2000 người từ Khoa Xá Đồ lĩnh, chia đường cứu viện; lại lệnh cho phó tướng quân Thạch Vân Trác, Thường Lãi, Trấn an tướng quân Trác Nãi chia nhau mai phục, đợi địch đến chiếm Thiên Sanh Quyển sơn khẩu; Nhan Thanh Như đồn trú Tháp Nhĩ Na Thấm; sai tham tướng Mễ Bưu, phó tướng Trần Kinh Luân chia đường kháng cự; quân Chuẩn Cát Nhĩ bỏ đi. Bọn Tào Nhương đến Nhị Bảo, gặp hơn 5000 quân Chuẩn Cát Nhĩ, lập tức thả binh hăng hái chiến đấu 1 ngày – đêm. Quân Chuẩn Cát Nhĩ trèo lên núi, Tào Nhương đốc binh vây núi. Quân Thanh ra sức tấn công đến giờ Ngọ, quân Chuẩn Cát Nhĩ tan chạy. Tào Nhương từ Nhị Bảo đến Liễu Phụ tuyền, hội quân với Trần Kinh Luân và phó tướng Tiêu Cảnh Hoành, trong đêm truy kích. Chung Kỳ sai sứ thông báo với bọn Thạch Vân Trác, sai họ đến Vô Khắc Khắc lĩnh đợi địch; sớ dâng lên, Ung Chính đế khen ngợi ông. Chung Kỳ đề nghị xây thành ở Mục Lũy (nay là Mộc Lũy, Tân Cương) để trú quân, đồng thời xin mệnh cho thừa thắng tiếp tục tiến đánh. Bọn Thạch Vân Trác đến Vô Khắc Khắc lĩnh, Chung Kỳ lệnh cho họ nhanh chóng đến Thê Tử tuyền để ngăn đường lui của địch, Trác Nãi theo sau bọn Vân Trác. Thạch Vân Trác trì hoãn xuất phát mất 1 ngày, quân Chuẩn Cát Nhĩ từ phía tây Đào Lại đại phản vượt núi hướng về Nạp Khố sơn mà chạy; quân Thanh đến nơi địch trú quân, bếp lửa chưa tắt nhưng Vân Trác lại ra lệnh không đuổi theo. Chung Kỳ hặc Thạch Vân Trác làm hỏng việc, đoạt quan, bắt ông ta về kinh trị tội, lấy Trương Quảng Tứ thay làm Phó tướng quân. Ung Chính đế dụ rằng: "Nhạc Chung Kỳ am hiểu việc quân, vốn chẳng kém tài, nhưng trong suy nghĩ có sự do dự ngần ngừ, khiến cho quyết định chiến hay thủ đều trái lẽ. Vết xe đổ ngày trước, không chỉ có một. Từ nay về sau nên triệt để phản tỉnh, ra hiệu lệnh để tỏ uy tín, trẫm rất mong đợi đấy."
Bọn đại học sĩ Ngạc Nhĩ Thái hặc Chung Kỳ chuyên chế biên cương, trí không thể liệu địch, dũng không thể diệt địch; khiến ông chịu giáng tước làm tam đẳng hầu, lột gia hàm Thiếu bảo, vẫn giữ hàm Tổng đốc, ấn Hộ Đại tướng quân. Tháng 6 ÂL, Chung Kỳ dâng sớ báo rằng đã dời quân đến Mục Lũy. Ít lâu sau triều đình triệu Chung Kỳ về kinh sư, lấy Trương Quảng Tứ giữ ấn Hộ Đại tướng quân. Trương Quảng Tứ hặc Chung Kỳ điều binh tính lương, thống lãnh tướng sĩ, việc gì cũng trái lẽ; lại nói hình thế Mục Lũy như đáy nồi, không thể trú quân, đề nghị chia ra trú ở các nơi Khoa Xá Đồ, Ô Lan Ô Tô (nay là trấn Ô Lan Ô Tô, thành phố cấp huyện Sa Loan, Tân Cương). Ung Chính đế mệnh cho quân Thanh quay về Ba Nhĩ Khố Nhĩ, đoạt hết quan tước của Chung Kỳ, giao cho bộ Binh giam cầm.
Năm thứ 11 (1733), triều đình lấy Tra Lang A thự chức Đại tướng quân, lại bàn rằng Chung Kỳ kiêu ngạo trái luật, còn hặc Kỷ Thành Bân, Trương Nguyên Tá phòng bị sơ sót; Ung Chính đế mệnh cho chém Thành Bân, giáng chức Nguyên Tá. Triều đình lại hặc Tào Nhương thả giặc, đế mệnh cho chém Nhương.
Năm thứ 12 (1734), bọn Đại học sĩ tấu rằng Chung Kỳ đáng chém, Ung Chính đế đổi làm Trảm giam hậu.

## Thời Càn Long

### Tham gia trấn áp Đại Kim Xuyên
Năm Càn Long thứ 2 (1737), Chung Kỳ được phóng thích và quay về quê nhà.
Năm thứ 13 (1749), nhà Thanh chinh phạt Đại Kim Xuyên, lâu ngày chưa thành công. Tháng 3 ÂL, Càn Long đế mệnh cho khởi dùng Chung Kỳ, trao hàm Tổng binh. Chung Kỳ đến quân doanh, lập tức được thụ chức Tứ Xuyên đề đốc, ban Khổng tước linh. Bấy giờ Đại học sĩ Nột Thân thị sát quân đội, mà Trương Quảng Tứ giữ chức Tứ Xuyên tổng đốc nắm quyền về quân sự. Thủ lãnh của Đại Kim Xuyên là Toa La Bôn chiếm cứ Lặc Ô Vi (nay là hương Lặc Ô, huyện Kim Xuyên, Tứ Xuyên), con của anh trai ông ta là Lang Tạp chiếm cứ Cát Lạp Y (nay là hương An Ninh, huyện Kim Xuyên). Chung Kỳ đến quân doanh, Nột Thân ra lệnh tấn công Đảng Bá (nay là hương Đảng Bá, huyện Mã Kim Khang, Tứ Xuyên); Càn Long đế đem việc quân hỏi Chung Kỳ, ông dâng sớ nói: "Đảng Bá là cửa ngõ của Đại Kim Xuyên, điêu – tạp dày đặc, nhưng quan binh Hán – Thổ chỉ có hơn 7000. Thần thương lượng với Quảng Tứ, xin thêm 3000 binh, Quảng Tứ không đáp ứng. Quảng Tứ chủ trương từ Tích Lĩnh (nay là tây bắc Tiểu Kim, Tứ Xuyên), Tạp Tát (nay là phía tây Tiểu Kim) tiến đánh. Hai nơi này bị ngăn bởi Cát Lạp Y, cách Lặc Ô Vi hơn trăm dặm. Từ Đảng Bá đến Lặc Ô Vi chưa đến 50, 60 dặm, nếu phá Khang Bát Đạt, lập tức đánh thẳng vào sào huyệt của chúng. Thần thương lượng với Quảng Tứ, Quảng Tứ không cho là đúng, mà Quảng Tứ tin dùng thổ xá  Lương Nhĩ Cát cùng bọn Hán gian Vương Thu, e gây sai lầm." Nột Thân cũng hặc Trương Quảng Tứ lao sư mi hướng ; triều đình giáng chiếu bắt Trương Quảng Tứ trị tội, nhưng cũng bãi chức Đại học sĩ của Nột Thân, lấy Phó Hằng thay làm Kinh lược.
Chung Kỳ tâu xin tuyển 35000 tinh binh: "10000 người rời Đảng Bá đi Lô hà, thủy lục cùng tiến; 10000 người từ Giáp Tác đánh 2 con ngòi Mã Nha Cương, Nãi Đương, hợp với quân ở Đảng Bá, đánh thẳng vào Lặc Ô Vi; 8000 người ở lại Tạp Tát, đợi hạ được Lặc Ô Vi, trước sau giáp công Cát Lạp Y; 2000 người ở lại Đảng Bá giữ lương thảo, 1000 người ở lại Chánh Địa phòng bị Lô hà, còn 4000 người đi lại tiếp ứng. Hẹn 1 năm sẽ bắt được Toa La Bôn cùng Lang Tạp. Thần tuy già, xin gánh vác nhiệm vụ này." Càn Long đế mệnh cho Phó Hằng bàn tính, Phó Hằng dùng kế sách của Chung Kỳ.
Chung Kỳ từ Đảng Bá đánh Khang Bát Đạt sơn lương, đại phá địch. Quân Thành tiến đánh Tháp Cao sơn lương, tiếp tục phá địch. Chung Kỳ khi xưa giúp Niên Canh Nghiêu bình định Tây Tạng, Toa La Bôn lấy thân phận thổ mục để tòng quân; đến khi ông được làm tổng đốc, đem những trại thuộc về Kim Xuyên đã bị Niên Canh Nghiêu cắt nhượng cho Ốc Nhật, trả lại cho Kim Xuyên, còn tâu xin cấp cho ấn tín, hiệu chỉ , nên Toa La Bôn cảm ơn đức của Chung Kỳ. Quân Thanh tiến vào, Toa La Bôn sợ, sai sứ đến chỗ Chung Kỳ xin hàng. Chung Kỳ thỉnh thị Phó Hằng, rồi đem 13 kỵ binh theo sứ giả vào Lặc Ô Vi tuyên dụ. Toa La Bôn xin chịu ước thúc, đội kinh mà thề; ngày hôm sau, Toa La Bôn cùng Lang Tạp theo Chung Kỳ cưỡi thuyền bọc da, đến trước doanh trại của quân Thanh đầu hàng.
Càn Long đế khen ngợi Chung Kỳ, gia hàm Thái tử thiếu bảo, khôi phục phong tước Tam đẳng công, hiệu là Uy Tín. Chung Kỳ vào chầu, được nhận mệnh cưỡi ngựa trong Tử Cấm thành, miễn bồi thường số tiền thất thoát trong chiến dịch bình định Chuẩn Cát Nhĩ là hơn 70 vạn lạng bạc, trao chức Thị vệ cho con trai của ông là Điền, Phương, ban thơ ca ngợi, sau đó được nhận mệnh trở về nhiệm sở.

### Những năm cuối đời
Năm thứ 15 (1750), Châu Nhĩ Mặc Đặc nổi dậy ở Tây Tạng, Chung Kỳ ra đồn trú Đả Tiến Lô, tham gia trấn áp nghĩa quân.
Năm thứ 17 (1752), Tạp Cốc thổ tư Thương Vượng nổi dậy, Chung Kỳ điều binh đánh dẹp.
Năm thứ 19 (1754), dân Trùng Khánh là Trần Côn nổi dậy, Chung Kỳ đang bệnh vẫn đích thân đi dẹp, về đến Tư Châu (nay là Tư Trung, Tứ Xuyên) thì mất. Càn Long đế ban cho Chung Kỳ lễ Tế táng, đặt thụy là Tương Cần; cho rằng công tước của ông không được thế tập, trao thêm võ giai Nhất đẳng Khinh xa đô úy, lệnh cho con trai ông là Tịnh thừa tập.

## Đánh giá
Sử cũ cho biết Chung Kỳ tính thâm trầm, cứng cỏi, nhiều mưu trí; quản lý sĩ tốt nghiêm khắc, nhưng cùng họ đồng cam cộng khổ, nên mọi người vui lòng làm việc vì ông. Ung Chính đế nhiều lần khen ngợi lòng trung thành của Chung Kỳ, nên mệnh cho ông được toàn quyền chinh chiến. Cho đến trọn đời Thanh, đại thần người Hán được bái làm Đại tướng quân, nắm quyền tiết chế kể cả binh sĩ Mãn Châu, chỉ có Chung Kỳ mà thôi. Sau khi được Càn Long đế khởi dùng, Chung Kỳ đóng góp rất lớn ở chiến dịch bình định Đại Kim Xuyên, Phó Hằng dựa vào ông mà giành được thành công. Càn Long đế ngự chế Cựu hoài thi, liệt Chung Kỳ vào nhóm 5 công thần của mình, xưng là Tam triều vũ thần cự phách.
Sử cũ còn cho biết người đời lưu truyền rằng Chung Kỳ có mình dài mặt xanh, mũi dọc dừa và xương sườn liền nhau; khi ra trận cắp 2 quả chùy đồng, nặng hơn trăm cân, chỉ huy nghiêm khắc không ai dám trái. Chung Kỳ cầm quân ở biên thùy phía tây lâu ngày, các bộ lạc thiểu số đều sợ hãi uy danh của ông. Khi tiếp nhận sự đầu hàng của Toa La Bôn, Phó Hằng ngồi ở trong màn, Chung Kỳ mặc giáp, đeo đao đứng hầu. Toa La Bôn ra ngoài nói với mọi người rằng: "Bọn ta ngưỡng mộ Nhạc công như người trời, nay Phó công nghiễm nhiên ngồi trên ông ấy, đại nhân của thiên triều thật không thể lường được."
Sử cũ nhận xét: Chung Kỳ trung thành mà cứng cỏi, ngang hàng với bực như Vệ, Hoắc, Quách, Lý, người ta xưa nay chẳng có ai sánh kịp.

## Chịu nhiều nghi kỵ

### Vụ án Lư Tông
Chung Kỳ nắm quyền ở 3 tỉnh có binh mạnh nhất cả nước, chịu nhiều nghi kỵ. Năm Ung Chánh thứ 5 (1727), Thành Đô có lời đồn Chung Kỳ sắp phản, ông dâng sớ báo lên, Ung Chính đế dụ rằng: "Mấy năm gần đây, người gièm Chung Kỳ không dừng lại ở 1 hòm báng thư, thậm chí còn nói Chung Kỳ là hậu duệ của Nhạc Phi, muốn báo mối thù Tống, Kim. Công lao của Chung Kỳ là rõ ràng, nên trẫm bổ nhiệm yếu địa, giao phó trọng binh. Quân dân Xuyên, Thiểm chịu ơn dày của Thánh Tổ hơn 60 năm, yêu vua như cha, ai cũng nghe biết. Nay kẻ tạo ra lời này, không những phỉ báng đại thần, còn là đại nghịch đối với quân dân Xuyên, Thiểm. Mệnh cho tuần phủ Hoàng Bỉnh, đề đốc Hoàng Đình Quế nghiêm tra." Ít lâu sau bọn họ tâu rằng người Hồ Quảng là Lư Tông ngụ cư Tứ Xuyên, nhân việc riêng mà tạo ra lời phỉ báng, không có chủ mưu; Lư Tông bị luận tội chém đầu.

### Vụ án Tăng Tĩnh
Năm Ung Chánh thứ 6 (1728), chư sanh ở Tĩnh Châu, Hồ Nam là Tăng Tĩnh sai học trò Trương Hy dổi tên họ, gởi thư cho Chung Kỳ, đại lược nói nhà Thanh là hậu duệ của nhà Kim, Chung Kỳ là hậu duệ của Ngạc vương (tức Nhạc Phi), khuyên ông báo thù Kim – Tống, đồng mưu dấy binh. Chung Kỳ cả sợ, tra hỏi Hy, nhưng hắn ta không chịu nói thật; Chung Kỳ bèn giữ Hy ở lại mật thất, vờ thề thốt, đồng ý chào đón thầy của hắn ta để cùng mưu tính, mới nắm được tên họ của Tĩnh và Hy, rồi tâu lên. Ung Chánh đế mệnh cho thự Lại bộ thượng thư Hàng Dịch Lộc và phó đô thống Giác La Hải Lan đi Hồ Nam, hội họp với tuần phủ Vương Quốc Đống, bắt Tăng Tĩnh để nghiêm tra. Tăng Tĩnh khai rằng: nhân đọc được lời lẽ rất quyết liệt luận về Di, Hạ trong Lữ Lưu Lương bình tuyển thời văn, sai Hy tìm được di thư (tác phẩm còn sót lại) của Lữ Lưu Lương, rồi cùng với con trai của Lưu Lương là Lữ Nghị Trung, học trò của Lưu Lương là Nghiêm Hồng Quỳ, học trò của Hồng Quỳ là Thẩm Tại Khoan đi lại, chìm đắm trong học thuyết của Lưu Lương, nên sanh ra dị tâm. Lữ Lưu Lương là chư sanh người Thạch Môn, Chiết Giang (nay thuộc Đồng Hương), học giả lớn đầu thời Khang Hi, bấy giờ đã mất. Ung Chánh đế mệnh cho bắt bọn Tĩnh, Hi, Nghị Trung, Hồng Quỳ, Tại Khoan đến kinh sư. Tăng Tĩnh đến, chịu tra hỏi, bèn tự nhận nói sằng, bị Lữ Lưu Lương mê hoặc, tự tay viết lời khai, rất đỗi ca ngợi ân đức của hoàng đế. Ung Chánh đế mệnh cho biên soạn Đại nghĩa giác mê lục, lệnh cho Hàng Dịch Lộc đem Tĩnh đi Giang Ninh, Hàng Châu, Tô Châu tuyên giảng. Việc xong, Ung Chánh đế mệnh cho không giết Tĩnh và Hy, phanh thây Lữ Lưu Lương, giết bọn Nghị Trung, Hồng Quỳ, Tại Khoan, lưu đày con cháu của Lữ Lưu Lương. Càn Long đế nối ngôi, lập tức giết chết Tĩnh, Hy.